# Affecking
Affecking ist ein Gemeindeteil der Kreisstadt Kelheim. Er liegt im Landkreis Kelheim im Regierungsbezirk Niederbayern und an Donau und Main-Donau-Kanal zwischen Ingolstadt und Regensburg.

## Geographie

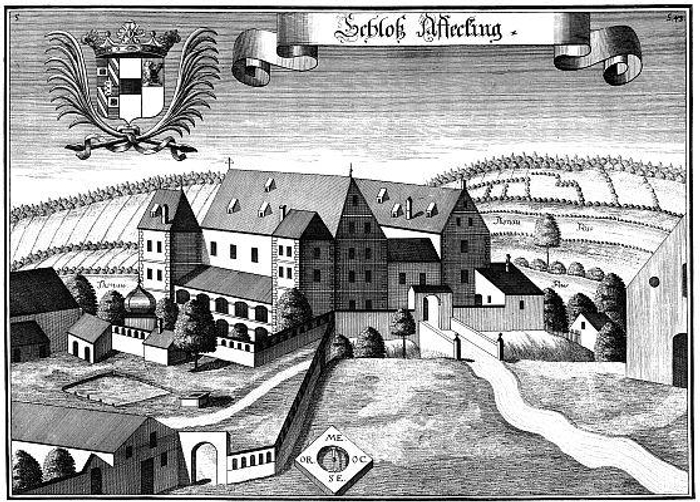
Schloss Affecking: Kupferstich von Michael Wening um 1700

Affecking liegt an der Donau im südöstlichen Gebiet der Stadt.
Die Grenze zwischen der Stadt Kelheim und der ehemaligen Gemeinde Affecking befindet sich entlang der heutigen Georg-Kerschensteiner-Straße westlich der Grundschule Hohenpfahl, die zur Gemarkung Affecking gehört. Die Gemarkungs- bzw. ehemalige Gemeindegrenze führt dann in den Wald hoch, biegt noch ein kurzes Stück westwärts Richtung Waldfriedhof, um dann im Hopfenbachtal die Bahnstrecke Regensburg–Ingolstadt zu überqueren. Im Süden läuft die Grenze südlich der Bahnlinie ostwärts. Sein Gegenüber ist die Gemarkung Thaldorf. Hinter dem neuen Wertstoffhof Kelheim/Saal stößt die Gemarkungsgrenze an die Gemeinde Saal/Donau, um dann entlang der B 16 bis zum Hafengebiet in die Grenzstraße einzubiegen und dann östlich des Hafenbeckens die Donau zu überqueren. Am Nordufer der Donau verläuft die Grenze knapp vor der Ortschaft Kelheimwinzer westwärts, um bei Kelheim Höhe Donaumühle wieder die Donau zu queren. Entlang der Regensburger Straße läuft die Grenze bis zur Einmündung Affeckinger Straße dann südwärts wiederum zum Ausgangspunkt Georg-Kerschensteiner-Straße.
Hohenpfahl, das oftmals fälschlicherweise als Gemeindeteil von Kelheim bezeichnet wird, ist lediglich eine Flurbezeichnung, deren Gebiet vielfach interpretiert wird. Bis in die Nachkriegsjahre wurden als Hohenpfahl die Häuser um die sogenannte Schnellkurve, auf Gebiet der Gemeinde Affecking, bezeichnet, da sich von der jetzigen Europabrücke bis zum Donaupark außer der besagten Schnellkurve keine Häuser befanden. Die Wohnbebauung in diesem Gebiet wurde erst nach dem Zweiten Weltkrieg aufgenommen. In den 1970er Jahren, als sich an der Regensburger Straße eine komplette Wohn- und Gewerbebebauung befand, war entlang der Affeckinger Straße vom sogenannten Tomatenhaus auf Affeckinger Seite und dem heutigen Bankgebäude eine freie Fläche und somit hier die von den Bürgern wahrgenommene Grenze zwischen Affecking und Hohenpfahl. Da dieses Gebiet inzwischen bebaut ist, ist die Bezeichnung Hohenpfahl nicht mehr eindeutig. Es gibt keine festdefinierte „Grenze“ zwischen Affecking und Hohenpfahl, da es sich bei letztgenannten eben nur um einen Flurnamen handelt. Somit gibt es auch keine Grenze zwischen Hohenpfahl und Kelheim.

## Geschichte
Fecking wurde unter dem Namen Vekkinga erstmals im Jahre 878 urkundlich erwähnt. Bei dem Namen Vekkinga handelt es sich um das ganze „Feckinger Gebiet“ von Affecking bis nach Mitter- bzw. Oberfecking. Ein Ortsadel aus Fecking (Vegginne) wird um 1141 urkundlich genannt. Affecking selbst geht wohl aus dem Namen Auekkingen hervor, Au steht für den am Wasser gelegenen Teil. Das altdeutsche Wort Ache oder Oche für Fluss stand hierbei Pate, wie zum Beispiel im Sprachgebrauch alteingesessener und älterer Bürger Affecking als „Ofegging“ ausgesprochen wird. Öfters wird auch der römische Begriff „Ad Focuum“, bedeutet beim Brennofen, als Namensursprung gedeutet, dies aber nicht gesichert ist, obwohl auf Affeckinger Gebiet schon in früher Zeit Ziegel gebrannt wurden. Im Mittelalter setzte sich die Schreibweise „Aveking“ durch, bis Ende des 19. Jahrhunderts schrieb man „Affeking“. Im Dorf an der Donau westlich der alten Pfarrkirche Heilig-Kreuz stand bis ins Jahr 1820 das Schloss Affecking, von dem zwei Kupferstiche von Michael Wenning existieren. Herren auf der Hofmark Affecking waren unter anderem Ritter Wilhelm von Raidenbuch, die Ecker von Eck, die Judmanns und Hans Adam von Königsfeld zu Affecking. Früher war der jetzige Kelheimer Gemeindeteil eine eigenständige Gemeinde, die am 1. Oktober 1937 im Zuge der Ansiedlung der Fa. Süddeutsche Zellwolle (jetzt Kelheim Fibres) eingemeindet wurde.

## Wirtschaft
Affecking ist ein wirtschaftlich bedeutender Gemeindeteil Kelheims. Neben dem Güterhafen befinden sich unter anderem die Firmen Kelheim Fibres, Gimborn, Chemie Kelheim GmbH und E. H. Harms sowie die Brauerei Frischeisen auf Affeckinger Gemarkungsgebiet.
Die Chemie Kelheim GmbH wurde 1937 als ein Werk der Süd-Chemie AG mit Hauptsitz in München gegründet. Im Werk Kelheim wurden Schwefelsäure, Oleum und Düngemittel produziert. Im Jahre 1998 wurde die Schwefelsäure- und Oleumproduktion von der Fa. PVS Chemicals aus den USA übernommen. Die 1989 in Betrieb genommene Katzenstreuproduktion lief bis 2002 unter dem Mantel der Süd-Chemie AG, um dann von der H. von Gimborn übernommen zu werden. Im Jahr 2008 wurde die Schwefelsäureproduktion von der PVS an die beiden Firmen TIB in Mannheim und Solvadis in Frankfurt veräußert und firmiert seither unter dem Namen Chemie Kelheim GmbH.

### Verkehr
Affecking liegt unmittelbar an der Bundesstraße 16 und an der Donau unweit des Hafens Kelheim-Saal. Von 1875 bis 1988 hatte Affecking mit der Bahnstrecke Saal–Kelheim eine direkte Bahnanbindung nach Kelheim und Regensburg. Der Haltepunkt befand sich direkt in dem Gebäude des jetzigen Schützenheims in der Affeckinger Straße. Im Kursbuch der Bahn wird der Haltepunkt im Jahre 1938 noch als Affecking und ab 1944 bis 1988 als Kelheim Ost bezeichnet.

## Kultur, Veranstaltungen und Vereine

### Kirchen
- Heilig Kreuz Kirche, katholisch, mit Kindergarten
- Markuskirche, evangelisch, mit Kindergarten
- Alte Kirche Heilig Kreuz, katholisch, mit altem Friedhof. Ursprünglich Schlosskapelle vom um 1820 abgebrochenen Schloss Affecking. Wurde im 18. Jahrhundert in der heutigen Form errichtet. Diente bis zur Fertigstellung der neuen Kirche Hl. Kreuz im Jahre 1939 als Pfarrkirche der seit 1499 selbstständigen Pfarrei Affecking.

### SC Kelheim
Unter dem Namen ASV Kelheim-Ost bestand der Verein bis 1950. Um Verwechslungsprobleme mit dem ASV Kelheim zu vermeiden, beschloss die Versammlung am 18. Januar 1950 die Umbenennung in „Sport-Club-Kelheim-Ost“. Bereits zwei Jahre später kam es aus sportlichen und finanziellen Gründen mit dem TSV 1871 Kelheim zur Fusion und der Verein erhielt den Namen „SC 1871 Kelheim“. Die Fusion dieser beiden Vereine wurde dann im Mai 1954 rückgängig gemacht und es gründete sich am 26. Mai 1954 der „Sport-Club-Kelheim“ erneut als eigenständiger Verein. Im Jahre 1961 gelang mit dem Gewinn des Niederbayerischen Pokals der größte Erfolg in der Vereinsgeschichte. Anschließend spielte der SC in der ersten Hauptrunde des DFB-Pokals gegen den Oberligisten (zu dieser Zeit die 1. Liga) SpVgg Fürth und verlor mit 0:1.

### Schützengesellschaft Kelheim-Affecking
Im Jahre 1922 fanden sich einige Affeckinger Bürger in der damaligen Gastwirtschaft Sixt ein, um in der Gemeinde Affecking einen Schützenverein zu gründen. Während des Zweiten Weltkrieges kam das Vereinsleben völlig zum Erliegen. Im Jahre 1952 trafen sich ehemalige Mitglieder wieder, um den Verein neu zu beleben. Die Mitgliederzahl betrug 27 Mann, Frauen waren noch nicht zugelassen. 1956 fand dann die Fahnenweihe statt. Ab 1969 wurden Frauen in die Gesellschaft aufgenommen. Im Laufe der folgenden Jahre wuchs die Mitgliederzahl immer weiter, sodass man sich um ein eigenes Schützenheim umsah. Das Affeckinger Bahnhofsgebäude wurde in ein Schützenheim umgebaut und 1976 eingeweiht. 1997 fand das 75-jährige Gründungsfest statt.

### Siedlervereinigung Kelheim-Affecking
Die Siedlervereinigung Affecking wurde im Jahre 1937 im Zuge des Aufbaus der Kunstfaserfabrik Süddeutsche Zellwolle AG (jetzt Kelheim Fibres) und der Ansiedlung der Werkssiedlung am nach Westen abfallenden Affeckinger Berg als Siedlervereinigung Kelheim-Ost gegründet. Im Jahre 1987 fand das 50-jährige Gründungsfest statt, in den 1990er Jahren erhielt die Vereinigung ihren heutigen Namen.

### Veranstaltungen
- Bürgerfest
- Siedlerfest